# San Pedro Rock

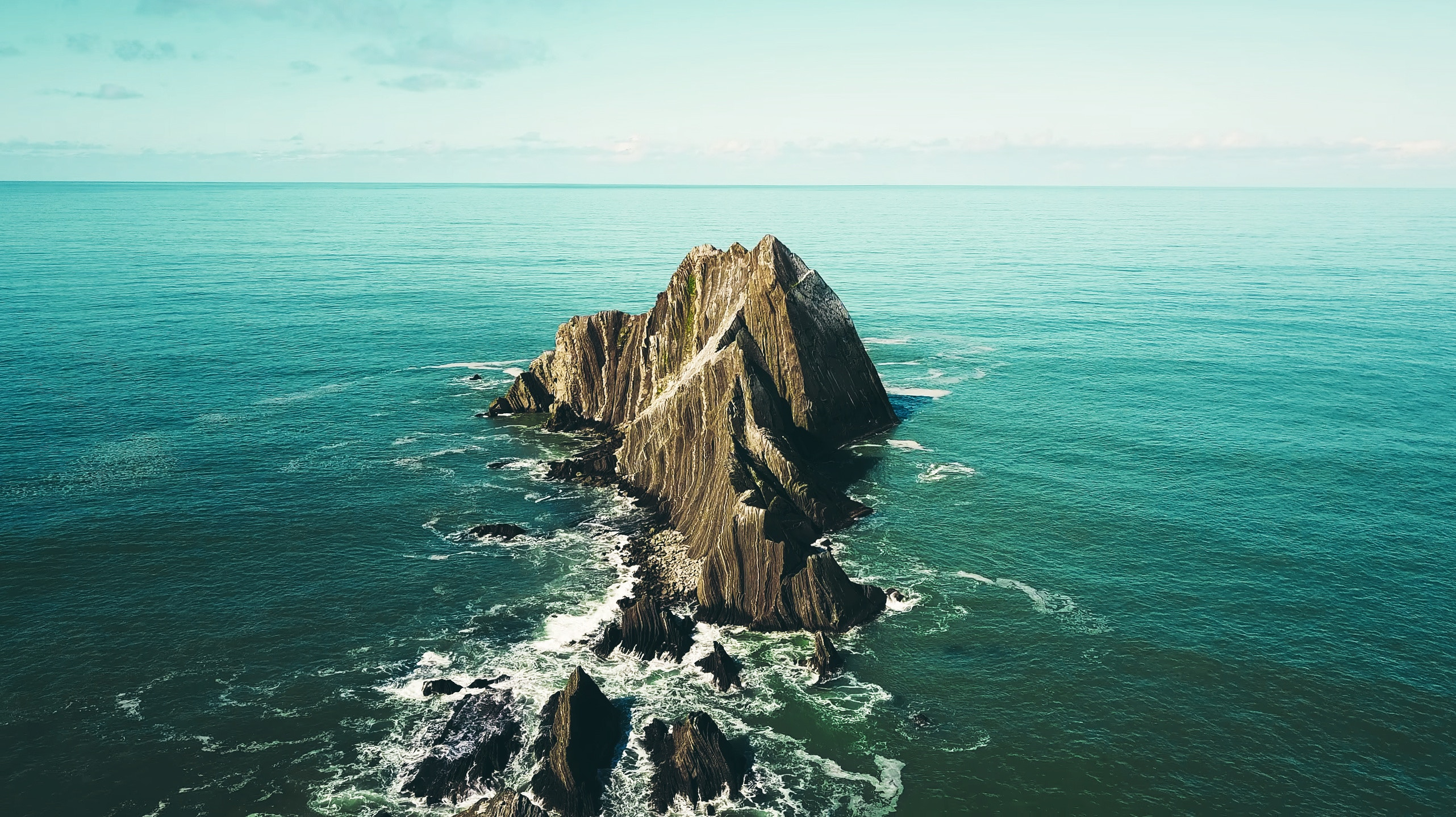
San Pedro Rock.

San Pedro Rock är en mindre obebodd ö utanför San Pedro Rock Point. Den är belägen i Pacifica, San Mateo County i södra San Francisco-området. Ön ligger nära samhället Shelter Cove.
San Pedro Rock kan nås via en två kilometer lång stig utanför kusten från Pacifica State Beach, men bara mellan november och februari samt maj och juli när tidvattnet är extremt lågt. Stränderna är privatägda och inte tillgängliga för allmänheten.